# Savoia di Lucania
Savoia di Lucania är en ort och kommun i provinsen Potenza i regionen Basilicata i Italien. Kommunen hade 1 089 invånare (2017).